# 厄赫內河

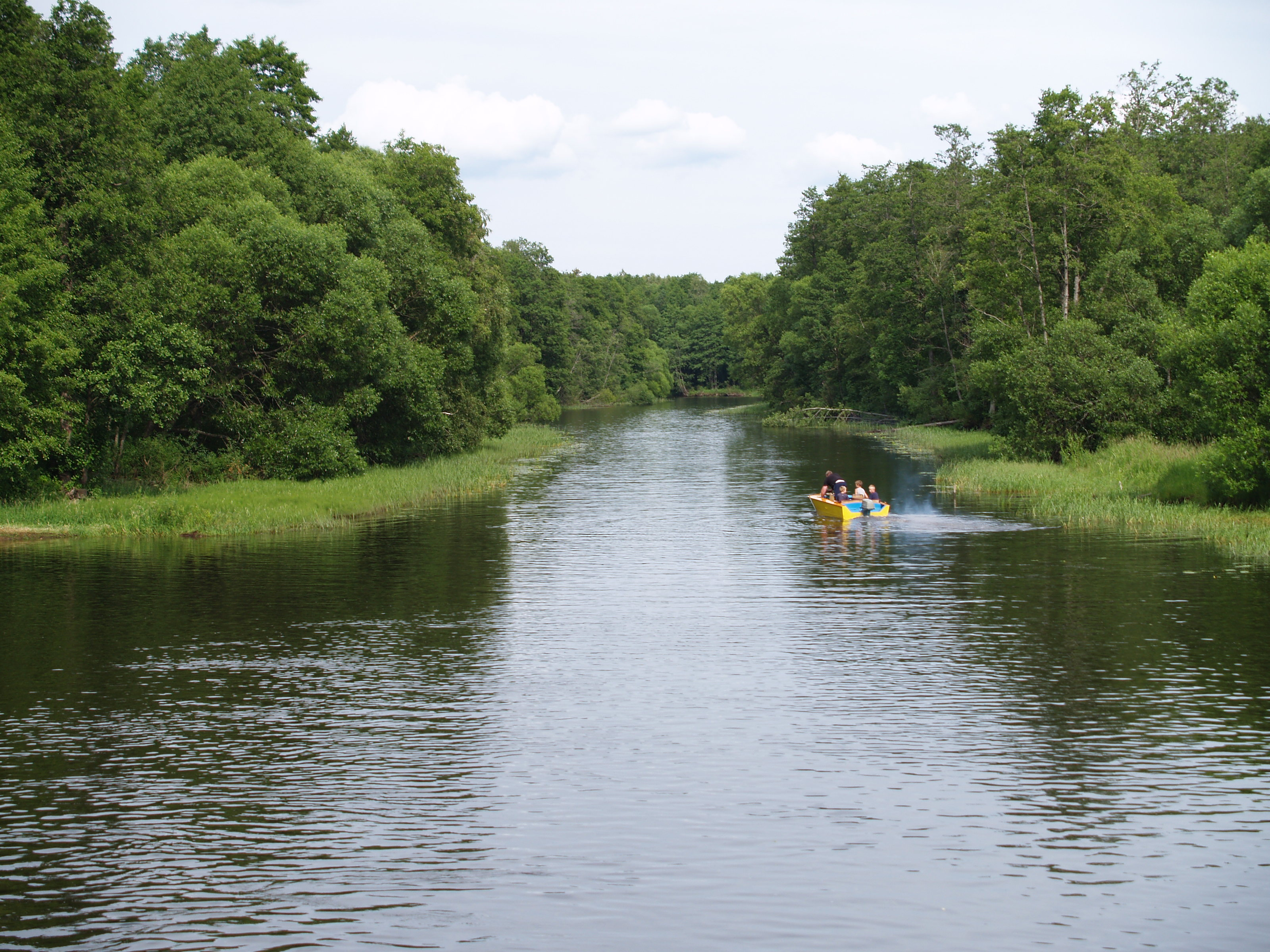
厄赫內河

厄赫內河是愛沙尼亞的河流，屬於納爾瓦河流域的一部分，河道全長94公里，流域面積573平方公里，最終注入沃爾茨湖，河畔城鎮有特爾瓦。